# Bryan Herta

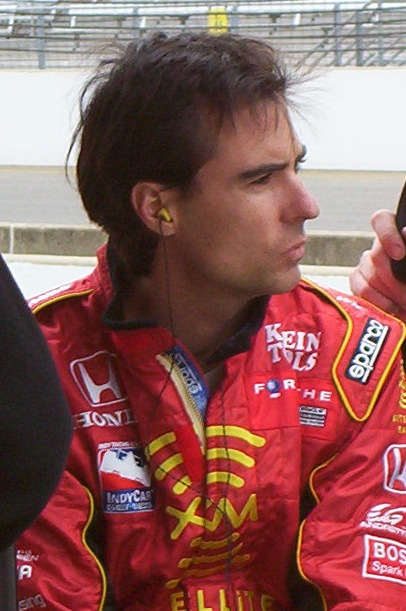
Herta in 2004.

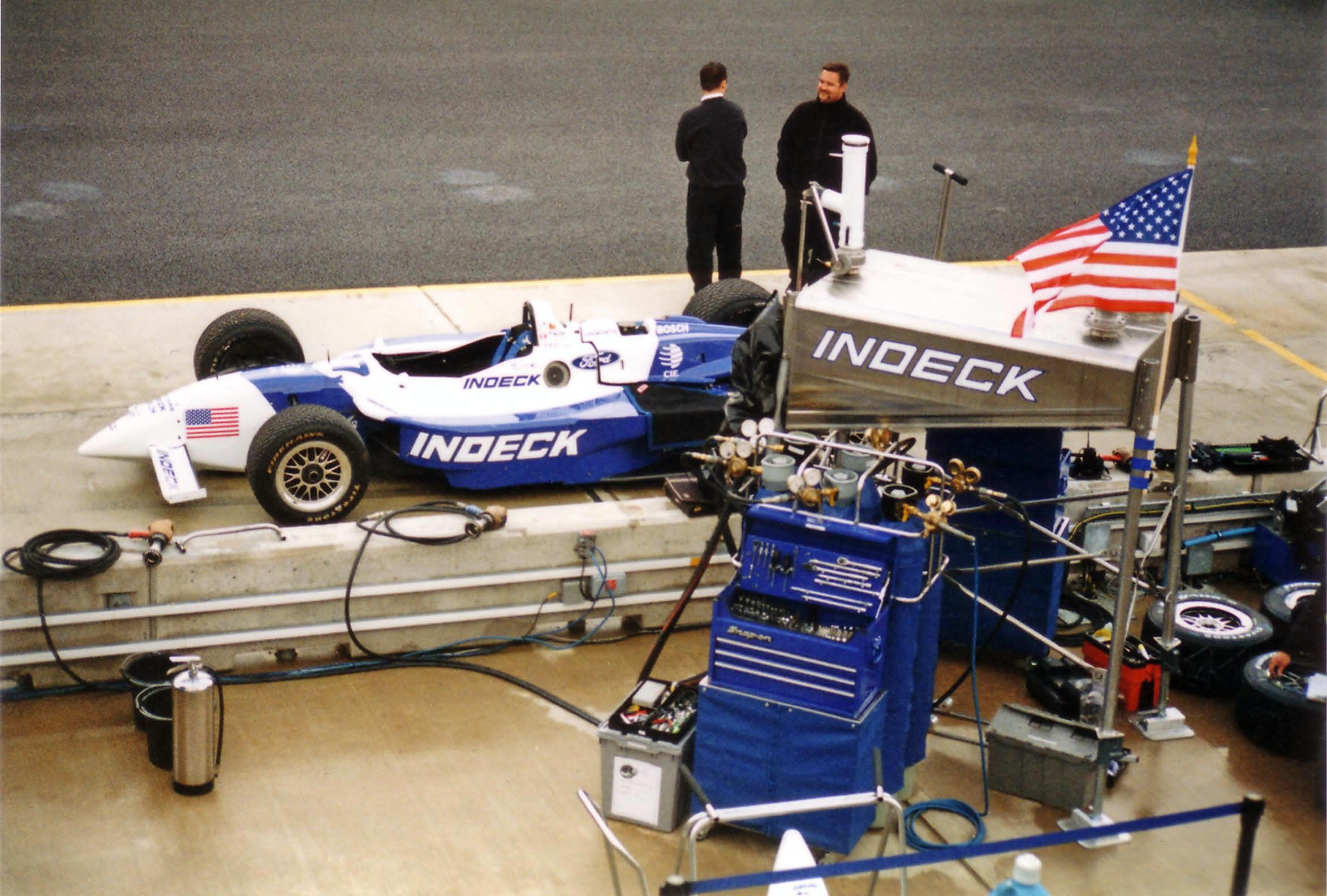
Herta's racewagen uit 2001.

Bryan John Herta (Warren (Michigan), 23 mei 1970) is een Amerikaans autocoureur. Zijn zoon Colton Herta is eveneens autocoureur. Hij richtte in 2009 zijn eigen team in de Indy Lights-series op.

## Carrière
Nadat Herta in een reeks kleinere Amerikaanse raceklassen gereden had, ging hij in 1992 rijden in de Indy Lights series. Dat jaar won hij de race op het circuit van Toronto. In 1993 won hij het kampioenschap. Hij won zeven van de twaalf races en werd twee keer tweede, een keer derde en een keer vierde. Alleen op het circuit van Loudon haalde hij de eindmeet niet.
In 1994 ging hij rijden voor het team van A.J. Foyt in de Champ Car series. Tijdens de trainingen van de negende race van het seizoen op het circuit van Toronto had hij een ernstig ongeval wat meteen het einde van zijn seizoen was. Zijn plaats bij het team werd voor de rest van het jaar overgenomen door Eddie Cheever. In 1995 ging hij rijden voor het Chip Ganassi team. Hij haalde dat seizoen zijn eerste pole position en werd tweede in de race op het circuit van Cleveland, maar eindigde op een teleurstellende twintigste plaats in de eindstand van het kampioenschap.
In 1996 verhuisde hij naar het team van Bobby Rahal die toen ook rijder was in zijn eigen team. Herta won dat jaar geen races. Op het circuit van Laguna Seca in Monterey reed hij bij aanvang van de laatste ronde aan de leiding, maar Alessandro Zanardi haalde hem nog op een erg spectaculaire wijze in. Hij bleef ook in 1997 en 1998 de teamgenoot van Rahal en won zowel in 1997 als in 1998 dan toch de race op Laguna Seca. Hij zou later geen races meer winnen in de Champ Car en stapte in 2003 over naar de Indy Racing League.
Herta reed vier jaar in de Indy Racing League voor het Andretti Green team. Hij won de race in Kansas in 2003 en zijn laatste overwinning kwam er op de speedway van Michigan in 2005. Het seizoen van 2006 was zijn laatste jaar in zijn formuleracingcarrière.
Herta won in totaal twee races in de Champ Car en twee races in de Indy Racing League. Opgeteld voor beide kampioenschappen haalde hij tien pole positions en stond dertien keer op het podium als niet-winnaar. Zijn beste eindklassement was een achtste plaats, dat hij drie keer haalde. Hij reed zes keer de Indianapolis 500 race en werd derde in 2005, zijn beste resultaat.
In 2009 richtte hij samen met voormalig Andretti Green team ingenieur Steve Newey Bryan Herta Autosport op. Het team neemt deel aan de Indy Lights series. In 2011 won het team de Indianapolis 500.

### Resultaten
Champ Car resultaten (aantal gereden races, aantal maal in de top 5 van een race, eindpositie kampioenschap en punten)
| Jaar | Races | 1ste | 2de | 3de | 4de | 5de | Rank | Ptn |
| ---- | ----- | ---- | --- | --- | --- | --- | ---- | --- |
| 1994 | 5     | -    | -   | -   | -   | -   | 23   | 11  |
| 1995 | 17    | -    | 1   | -   | -   | 1   | 20   | 30  |
| 1996 | 16    | -    | 2   | -   | 1   | 2   | 8    | 86  |
| 1997 | 17    | -    | -   | 1   | -   | 1   | 11   | 72  |
| 1998 | 19    | 1    | -   | 2   | 1   | 1   | 8    | 97  |
| 1999 | 20    | 1    | -   | 1   | 1   | 1   | 12   | 84  |
| 2000 | 6     | -    | -   | -   | 1   | 1   | 18   | 26  |
| 2001 | 20    | -    | -   | 1   | -   | 1   | 22   | 28  |
| 2003 | 1     | -    | -   | -   | -   | -   | 25   | 2   |

Indy Racing League resultaten (aantal gereden races, aantal maal in de top 5 van een race, eindpositie kampioenschap en punten)
| Jaar | Races | 1ste | 2de | 3de | 4de | 5de | Rank | Ptn |
| ---- | ----- | ---- | --- | --- | --- | --- | ---- | --- |
| 2003 | 11    | 1    | -   | 3   | -   | 2   | 13   | 277 |
| 2004 | 16    | -    | 1   | -   | 2   | 1   | 9    | 362 |
| 2005 | 17    | 1    | -   | 1   | 1   | 1   | 8    | 397 |
| 2006 | 14    | -    | -   | -   | 1   | -   | 11   | 289 |